# Adinandra millettii
Adinandra millettii är en tvåhjärtbladig växtart som först beskrevs av William Jackson Hooker och Arn., och fick sitt nu gällande namn av George Bentham, Amp; Hook. f. och Henry Fletcher Hance. Adinandra millettii ingår i släktet Adinandra och familjen Pentaphylacaceae. Utöver nominatformen finns också underarten A. m. dalatensis.